# Mistrzostwa Europy w Wioślarstwie 1906
14. Mistrzostwa Europy w Wioślarstwie odbyły się w dniu 9 września 1906 r. we włoskiej Pallanzy. Zawodnicy rywalizowali w 5 konkurencjach wioślarskich na pobliskim jeziorze Maggiore. 

## Medaliści
| Konkurencja                 | Złoto | Srebro | Brąz | Źródło      |
| --------------------------- | --- | --- | --- | ----------- |
| M1x (jedynka)               | Gaston Delaplane | Giovanni Brunialti | Theodore Conrades | [ 1 ] [ 2 ] |
| M2x (dwójka podwójna)       | Belgia Theodore Conrades · Xavier Crombet | Włochy Gianpietro Filippi · Costante Scalero | Szwajcaria Alfred Sydler · Emmanuel de Trey | [ 3 ]       |
| M2+ (dwójka ze sternikiem)  | Włochy Ercole Olgeni · Scipione del Giudice · Giuseppe Mion (sternik) | Belgia Guillaume Visser · Urbain Molmans · Rodolphe Colpaert (sternik)                                                                                | – | [ 4 ]       |
| M4+ (czwórka ze sternikiem) | Belgia Guillaume Visser · Polydore de Geyter · Alphonse van Roy · Urbain Molmans · Rodolphe Colbaert (sternik)                                                                       | Włochy Giuseppe Sinigaglia · Annibale Beretta · Ettore Luciani · Orlando Pontiggia · T. Quadrio (sternik)                                             | Francja Georges Richard · Caffet · Ch. Rueguera · R. Paul · Raymond Celestin (sternik)                                                                       | [ 5 ]       |
| M8+ (ósemka)                | Belgia Rodolphe Poma · Oscar Dessomville · Marcel van Crombrugge · Max Orban · Rémy Orban · François Vergucht · Marcel Morimont · Armand Larocque · Raphael van der Waeren (sternik) | Francja Charles Delaporte · Fabio Orlandini · Gaston Delaplane · Marcel Monniot · Malcolm Brown · Maurice Henon · Charles Roquebert · Marcel Frébourg | Włochy Archimede de Gregori · Alberto del Nunzio · Giovanni Brunialti · Alfredo Tuzi · Armando Garroni · Guido de Cupis · Ettore Manzolini · Giuseppe Aluffi | [ 6 ]       |

## Klasyfikacja medalowa
| Miejsce | Reprezentacja | Złoto | Srebro | Brąz | Razem |
| ------- | ------------- | ----- | ------ | ---- | ----- |
| 1.      | Belgia        | 3     | 1      | 1    | 5     |
| 2.      | Włochy        | 1     | 3      | 1    | 5     |
| 3.      | Francja       | 1     | 1      | 1    | 3     |
| 4.      | Szwajcaria    | 0     | 0      | 1    | 1     |
| Razem   | Razem         | 5     | 5      | 4    | 14    |